# 火威青
火威 青（ひおどし あお、英: Hiodoshi Ao）は、日本のバーチャルYouTuber、バーチャルアイドル。ホロライブプロダクション傘下のVTuberグループ「hololive DEV_IS」に所属するReGLOSSのメンバー。漫画家でもある。

## 概要
誕生日は2月27日。22歳（デビュー時）。身長171センチ。愛称は「青くゆ」「青くん」など。挨拶は「可愛い女の子かと思った？ じゃじゃーん！ 青くんでした。hololive DEV_IS ReGLOSSのボーイッシュ担当、火威青です！」。
ママ（イラストレーター）はむっしゅ、パパ（Live2D）はヲニ村。
ファンネームは「読者」。女性ファンの呼び名は「火女（ひめ）」、男性ファンは「火男（ひょっとこ）」。配信タグは「#青原稿中」、アートタグは「#青ペン」。ファンマークはペン。趣味は、お絵描き、VRChat、文房具集め、カフェ巡り、手帳。
配信に母親が登場することがある。

## 略歴
2023年9月9日、自身のYouTubeチャンネルで初配信を行った。同月11日、ReGLOSSのデビュー曲『瞬間ハートビート』がリリースされた。
2024年9月、ReGLOSSがデビュー1周年を迎えた。「ヤンマガ×ReGLOSSコラボ」では、『みょーちゃん先生はかく語りき』とのコラボイラストが公開された。
同年9月28日、3Dモデルが発表された。同日、ReGLOSSとして3Dライブ「Reach the top！」を実施、最大同時視聴者数が20万人を超えた。同年11月6日、ReGLOSSのファーストアルバム『ReGLOSS』がリリースされた。
2025年3月21日、体調不良が続いたことにより病院で診断を受けたところ、適応障害と診断。回復を優先するために活動休止することを発表した。

### VRChat
- 2024年9月、前述の3Dモデル発表に伴い、『VRChat』上でのお披露目配信を行った[19][20]。

## 主な出演

### ライブ・イベント
- 「YouTube Music Weekend 8.0」（2024年8月23日、YouTube）[21][22]

- 「hololive 6th fes. Color Rise Harmony」DAY1（2025年3月8日、幕張メッセ）[23][24]

## リリース音源
○出典：hololive（ホロライブ）公式サイト

### 火威青
| 発売日        | タイトル       | 楽曲製作者                         | 品番     | 出典          |
| ------------- | -------------- | ---------------------------------- | -------- | ------------- |
| 2025年2月28日 | Club Blue Fire | 作詞・作曲・編曲：中村歩、野口大志 | CVRD-532 | [ 25 ] [ 26 ] |

### ReGLOSS
| 発売日        | タイトル                 | 品番     | 出典   |
| ------------- | ------------------------ | -------- | ------ |
| 2023年9月11日 | 瞬間ハートビート         | CVRD-330 | [ 27 ] |
| 2024年3月24日 | シンメトリー             | CVRD-398 | [ 28 ] |
| 2024年8月11日 | 泡沫メイビー             | CVRD-454 | [ 29 ] |
| 2024年9月11日 | フィーリングラデーション | CVRD-473 | [ 30 ] |
| 2025年3月10日 | サクラミラージュ         | CVRD-545 | [ 31 ] |
| 2025年7月11日 | ミッドサマーシトラス     | CVRD-594 | [ 32 ] |

| 発売日        | タイトル | 品番     | 出典   |
| ------------- | -------- | -------- | ------ |
| 2024年11月6日 | ReGLOSS  | CVRD-492 | [ 33 ] |

### hololive IDOL Project
| 発売日        | タイトル                                            | 品番     | 出典   |
| ------------- | --------------------------------------------------- | -------- | ------ |
| 2024年3月15日 | ホロライブ言えるかな？hololive SUPER EXPO 2024 ver. | CVRD-406 | [ 34 ] |